# Spartan utrke s preprekama u Hrvatskoj
Spartan Race je najpoznatiji svjetski brand utrka s preprekama.
U Hrvatskoj je Spartan Race utrka prvi put održana 2023. u Svetoj Nedelji.
Na Hvaru su 2024. održana prva Spartan svjetska prvenstva u disciplinama sprint na 5 km i 100 m.

## O Spartan Race utrkama
Spartan utrke nisu prve utrke s preprekama; utrke s preprekama počele su se održavati još 1987.
Utrke je pokrenula kompanija Spartan, najveći svjetski brend izdržljivosti  i vodeća svjetska kompanija u kategoriji extreme wellnessa. Spartan Race je najveći svjetski brend utrka s preprekama. Joe De Sena je osnivač Spartan utrke. U svojem životu je završio maratone, ultramaratone, ironmane i pustolovne utrke. 2007. je na svom imanju organizirao utrku pod imenom "Utrka Smrti" koju je završilo 3 od 8 njegovih prijatelja. Utrka, na kojoj osim što se trčalo, moralo se svladati razne prepreke. Već 2009. godine osnovao je Spartan Race. Spartan Race je brand koji organizira utrke s različitim brojem preprepreka i različitih udaljenosti. Prepreke s kojima se suočavaju natjecatelji su raznovrsne; preskakanje zidova različite visine, penjanje užetom na 5 m visine, puzanje ispod bodljikave žice, nošenje kanti ili vreća uzbrdo, bacanje koplja u metu, prelaženje prepreka držeći se samo rukama (karike, šipke,…), prelaženje blatnih rupa gdje se povremeno treba zagnjuriti u blatnu vodu i slično. Nemogućnost dovršavanja prepreke ili zadatka kažnjava se s 30 "marinaca" koji se moraju napraviti pred sucem nakon prepreke koja se ne može završiti.

## Izdanja
| Godina | Lokacija      | Naziv utrke                             | Broj država | "Beast" staza            | "Beast" staza                | "Beast" staza                | "Beast" staza        | "Beast" staza | "Beast" staza | "Beast" staza | "Beast" staza        | "Beast" staza | "Beast" staza | "Super" staza            | "Super" staza                | "Super" staza                | "Super" staza        | "Super" staza | "Super" staza | "Super" staza | "Super" staza        | "Super" staza | "Super" staza | "Sprint" staza           | "Sprint" staza               | "Sprint" staza               | "Sprint" staza       | "Sprint" staza | "Sprint" staza | "Sprint" staza | "Sprint" staza       | "Sprint" staza | "Sprint" staza | Ref                 |
| ------ | ------------- | --------------------------------------- | ----------- | ------------------------ | ---------------------------- | ---------------------------- | -------------------- | ------------- | ------------- | ------------- | -------------------- | ------------- | ------------- | ------------------------ | ---------------------------- | ---------------------------- | -------------------- | ------------- | ------------- | ------------- | -------------------- | ------------- | ------------- | ------------------------ | ---------------------------- | ---------------------------- | -------------------- | -------------- | -------------- | -------------- | -------------------- | -------------- | -------------- | ------------------- |
| Godina | Lokacija      | Naziv utrke                             | Broj država | Duljina [km], # prepreka | Broj trkač(ic)a Start (Cilj) | Broj trkač(ic)a Start (Cilj) | Pobjednici           | Pobjednici    | Pobjednici    | UP            | Pobjednice           | Pobjednice    | Pobjednice    | Duljina [km], # prepreka | Broj trkač(ic)a Start (Cilj) | Broj trkač(ic)a Start (Cilj) | Pobjednici           | Pobjednici    | Pobjednici    | UP            | Pobjednice           | Pobjednice    | Pobjednice    | Duljina [km], # prepreka | Broj trkač(ic)a Start (Cilj) | Broj trkač(ic)a Start (Cilj) | Pobjednici           | Pobjednici     | Pobjednici     | UP             | Pobjednice           | Pobjednice     | Pobjednice     | Ref                 |
| Godina | Lokacija      | Naziv utrke                             | Broj država | Duljina [km], # prepreka | M+Ž                          | Ž                            | Trkač                | Vrijeme [h]   | MP [min]      | UP            | Trkačica             | Vrijeme [h]   | MP [min]      | Duljina [km], # prepreka | M+Ž                          | Ž                            | Trkač                | Vrijeme [h]   | MP [min]      | UP            | Trkačica             | Vrijeme [h]   | MP [min]      | Duljina [km], # prepreka | M+Ž                          | Ž                            | Trkač                | Vrijeme [h]    | MP [min]       | UP             | Trkačica             | Vrijeme [h]    | MP [min]       | Ref                 |
| 2025.  | Hvar          |                                         |             | ,                        |                              |                              | Nepoznata kratica »« | ;:            | +:            |               | Nepoznata kratica »« | ;:            | +:            | ,                        |                              |                              | Nepoznata kratica »« | ;:            | +:            |               | Nepoznata kratica »« | ;:            | +:            | ,                        |                              |                              | Nepoznata kratica »« | ;:             | +:             |                | Nepoznata kratica »« | ;:             | +:             | [ 8 ]               |
| 2024.  | Hvar          |                                         |             | ,                        |                              |                              | Nepoznata kratica »« | ;:            | +:            |               | Nepoznata kratica »« | ;:            | +:            | ,                        |                              |                              | Nepoznata kratica »« | ;:            | +:            |               | Nepoznata kratica »« | ;:            | +:            | ,                        |                              |                              | Nepoznata kratica »« | ;:             | +:             |                | Nepoznata kratica »« | ;:             | +:             | [ 9 ] [ 10 ] [ 11 ] |
| 2024.  | Sveta Nedelja | Santa Domenica Spartan Trifecta Weekend |             | 21, 30                   |                              |                              | Nepoznata kratica »« | ;:            | +:            |               | Nepoznata kratica »« | ;:            | +:            | 10, 25                   |                              |                              | Nepoznata kratica »« | ;:            | +:            |               | Nepoznata kratica »« | ;:            | +:            | 5, 20                    |                              |                              | Nepoznata kratica »« | ;:             | +:             |                | Nepoznata kratica »« | ;:             | +:             | [ 12 ]              |
| 2023.  | Sveta Nedelja | Santa Domenica Spartan Trifecta Weekend |             | 21, 30                   |                              |                              | Jakub Kolar          | 1;39:20       | +6:38         |               | Sandra Liutkė        | 2;09:11       | +10:48        | 10, 25                   |                              |                              | Jakub Kolar          | 0;58:41       | +2:37         |               | Sandra Liutkė        | 1;17:49       | +2:59         | 5, 20                    |                              |                              | Miloš Rajičević      | 0;39:49        | +3:56          |                | Sandra Liutkė        | 0;49:51        | +2:10          | [ 13 ]              |

## Vanjske poveznice
- https://www.spartan.com/